# Sexy Music
「Sexy Music」（セクシー・ミュージック）は、Winkの7枚目のシングル。1990年3月28日にポリスターより発売された。Winkのデビュー30周年である2018年4月27日には、完全限定盤として17cmアナログ・シングル（PSKR-9112）がダブル・ジャケット仕様で再リリースされている。

## 解説
表題曲はWinkによるノーランズの同名曲のカバーであり、同デュオの楽曲としては、1989年3月16日発売の「涙をみせないで 〜Boys Don't Cry〜」以来、1年ぶりのカバー曲となった。日本語詞は及川眠子、編曲は門倉聡が担当している。『ザテレビジョン』では、「サウンドは今ふうだけど、かなり原曲に近い形でのカバー」として紹介されている。
カップリング曲は「いちばん哀しい薔薇」。作詞を及川眠子、作曲を鈴木キサブロー、編曲を船山基紀が担当した。『ザテレビジョン』では、「哀愁を帯びたメロディアスなユーロビート」として紹介されている。
1990年3月28日に発売。オリコンチャートの週間ランキングでは、4月9日付で初登場1位となり、翌週16日付まで2週連続1位を獲得、同月の月間1位となっており、以後、100位以内には、7月9日付の91位まで、14週連続ランクインしている。同チャートの年間ランキングでは、1990年度において売上32.909万枚により24位となった。本作で5曲連続1位を獲得したが、Winkのシングルとしては、現時点において、同チャート最後の1位獲得曲となっている。

## 収録曲
1. Sexy Music
  - 作詞・作曲：B. Findon, M. Myers, B. Pusey、日本語詞：及川眠子、編曲：門倉聡
2. いちばん哀しい薔薇
  - 作詞：及川眠子、作曲：鈴木キサブロー、編曲：船山基紀

## 収録アルバム
- Sexy Music
  - Velvet - Remix
  - Fairy Tone - オリジナル・カラオケ
  - Wink Hot Singles
  - Diamond Box - ノン・ストップ I
  - Raisonné
  - Diary
  - Wink Volume 1
  - WINK MEMORIES 1988-1996 - リマスタリング

- いちばん哀しい薔薇
  - Back to front

## テレビ番組における歌唱
※ 在京キー局のテレビ番組の放送日は首都圏のもの。地方の系列局の放送日は異なる場合がある。
- Sexy Music

| 放送日 (曜日)                 | 番組名                                  | 放送局     | 衣装 | 備考 |
| ----------------------------- | --------------------------------------- | ---------- | ---- | --- |
| 1990.03.21 (水)[注 2]         | 夜のヒットスタジオSUPER[注 2]           | フジテレビ | Ａ   | Winkは同番組のオープニングメドレーで工藤静香の楽曲「嵐の素顔」を歌唱。 |
| 1990.04.01 (日)[注 3]         | スーパーJOCKEY[注 3]                    | 日本テレビ | Ｂ   | 生放送[注 4]。 |
| 1990.04.10 (火)[注 5]         | カッ飛び!花マル塾[注 5]                 | テレビ朝日 | Ａ   | |
| 1990.04.21 (土)[注 6]         | 週刊スタミナ天国[注 6]                  | フジテレビ | Ａ   | |
| 1990.04.25 (水)[注 7]         | 夜のヒットスタジオSUPER[注 7]           | フジテレビ | Ｃ   | 香港で開催の回[注 7]。Winkは同番組のオープニングメドレーで「愛が止まらない」を歌唱。 |
| 1990.04.29 (日)[注 8]         | 歌謡びんびんハウス[注 8]                | テレビ朝日 | Ｂ   | |
| 1990.05.04 (金)[8]            | ミュージックステーション[8]             | テレビ朝日 | Ｂ   | |
| 1990.05.16 (水)[注 9]         | 夜のヒットスタジオSUPER[注 9]           | フジテレビ | Ａ   | Winkは同番組のオープニングメドレーで「淋しい熱帯魚」を歌唱。 |
| 1990.05.27 (日)[注 10][注 11] | 朝シャン!音楽壱番館[注 10][注 11]       | テレビ東京 | Ａ   | |
| 1990.10.24 (水)[注 12]        | 邦ちゃんのやまだかつてないテレビ[注 12] | フジテレビ | Ｄ   | Winkはコンサート用の衣装・振付で、「夜にはぐれて」と本曲のメドレーを山田邦子とともに歌唱[注 12]。 |
| 1990.12.28 (金)[9]            | ミュージックステーション[9]             | テレビ朝日 | Ｄ   | Winkはコンサート用の衣装を着用し、「夜にはぐれて」、本曲、「淋しい熱帯魚」、「ニュー・ムーンに逢いましょう」のメドレーを歌唱[9]。 |
| 1994.05.15 (日)[10]           | アイドルオンステージ[10]                | NHK BS2    | Ｄ   | Winkはコンサート用の衣装を着用し、「咲き誇れ愛しさよ」、「Cat-Walk Dancing」、本曲、「摩天楼ミュージアム」のメドレーを歌唱。 |
| 1994.08.10 (土)[注 13]        | '94フェスタしずおか[注 13]              | 静岡放送   | Ｄ   | Winkはコンサート用の衣装を着用して出演し、「摩天楼ミュージアム」、「咲き誇れ愛しさよ」、「トゥインクル トゥインクル」も歌唱[注 13]。 |
| 1996.03.16 (土)[注 14]        | THE夜もヒッパレ[注 14]                  | 日本テレビ | Ｄ   | 活動停止前のWink最後のテレビ出演[11]。 Winkは同番組で、「いい日旅立ち」（山口百恵の楽曲）、「淋しい熱帯魚」、「涙をみせないで」、「愛が止まらない」、「トゥインクル トゥインクル」、本曲のメドレーを歌い、華原朋美の楽曲「I'm proud」も歌唱[注 14]。 |
- 「衣装」欄の記号：Ａ＝紺色の上着と白色のスカートの衣装　Ｂ＝PV後半の衣装にジャケットを付すなどしたもの　Ｃ＝PV後半の衣装を若干アレンジしたもの　Ｄ＝その他（「備考」欄参照）

## カバー
- Sexy Music
  - Yoo Yoo – Wink版のカバーであるが、英語の原詞による歌唱のため、ノーランズの原曲のカバーともなっている。タイトルは原曲と同じく「Sexy Music」。Yoo Yooによるシングル「Sexy Music」（ポリスター、1990年5月25日）、アルバム『Sexy Music～Eurobeat Nonstop Mix Vol.2』（同前、1990年5月25日）、Winkの楽曲のカバーアルバム『BEST OF WINK』（同前、1991年11月25日）、同『WINK COLLECTION』（同前、1992年9月26日）に収録。
  - 璃杏 – オムニバスカバーアルバム『Always FEVER R40』（ドライブ・ミュージック・エンタテインメント、2010年6月16日）、『Disco J Night』（同前、2011年3月23日）および『J-POPディスコ伝説』（同前、2011年12月7日）などに収録。
  - ベッド・イン – 同アルバム『Endless Bubble 〜Cover Songs vol.1〜』（SPACE SHOWER NETWORK、2019年4月3日）に収録。
- いちばん哀しい薔薇
  - Yoo Yoo - 英語カバー。タイトルは「Ichiban Kanashii Bara」。収録シングルとアルバムは「Sexy Music」と全て同じ。